# Douglas Park
Douglas Park är en ort i Australien. Den ligger i kommunen Wollondilly och delstaten New South Wales, i den sydöstra delen av landet, omkring 58 kilometer sydväst om delstatshuvudstaden Sydney. Antalet invånare är 1 713.
Närmaste större samhälle är Narellan Vale, omkring 15 kilometer norr om Douglas Park.
I omgivningarna runt Douglas Park växer huvudsakligen savannskog. Runt Douglas Park är det glesbefolkat, med 14 invånare per kvadratkilometer. Genomsnittlig årsnederbörd är 1 288 millimeter. Den regnigaste månaden är februari, med i genomsnitt 215 mm nederbörd, och den torraste är juli, med 34 mm nederbörd.